# Spedizione Etna

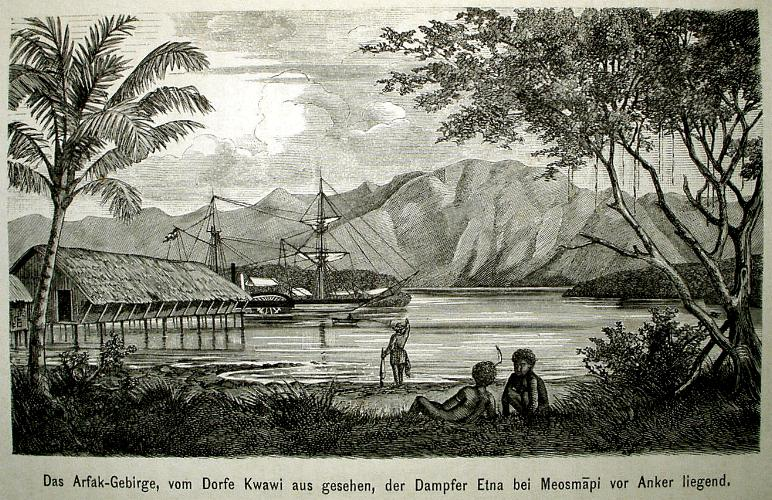
Il vaporetto Etna ancorato in una baia ai piedi dei monti Arfak.

La spedizione Etna svoltasi nel 1858 fu una delle prime spedizioni orientate alla scoperta delle coste meridionali e settentrionali della Nuova Guinea Olandese, fino ad allora pressoché sconosciute. L'operazione può esser considerata la prima spedizione scientifica sull'isola.